# ویکتوروفکا
ویکتوروفکا (انگلیسی: Viktorovka) یک شهرک در شهرستان بلاگووارسکی باشقیرستان کشور روسیه است.